# 対仏大同盟

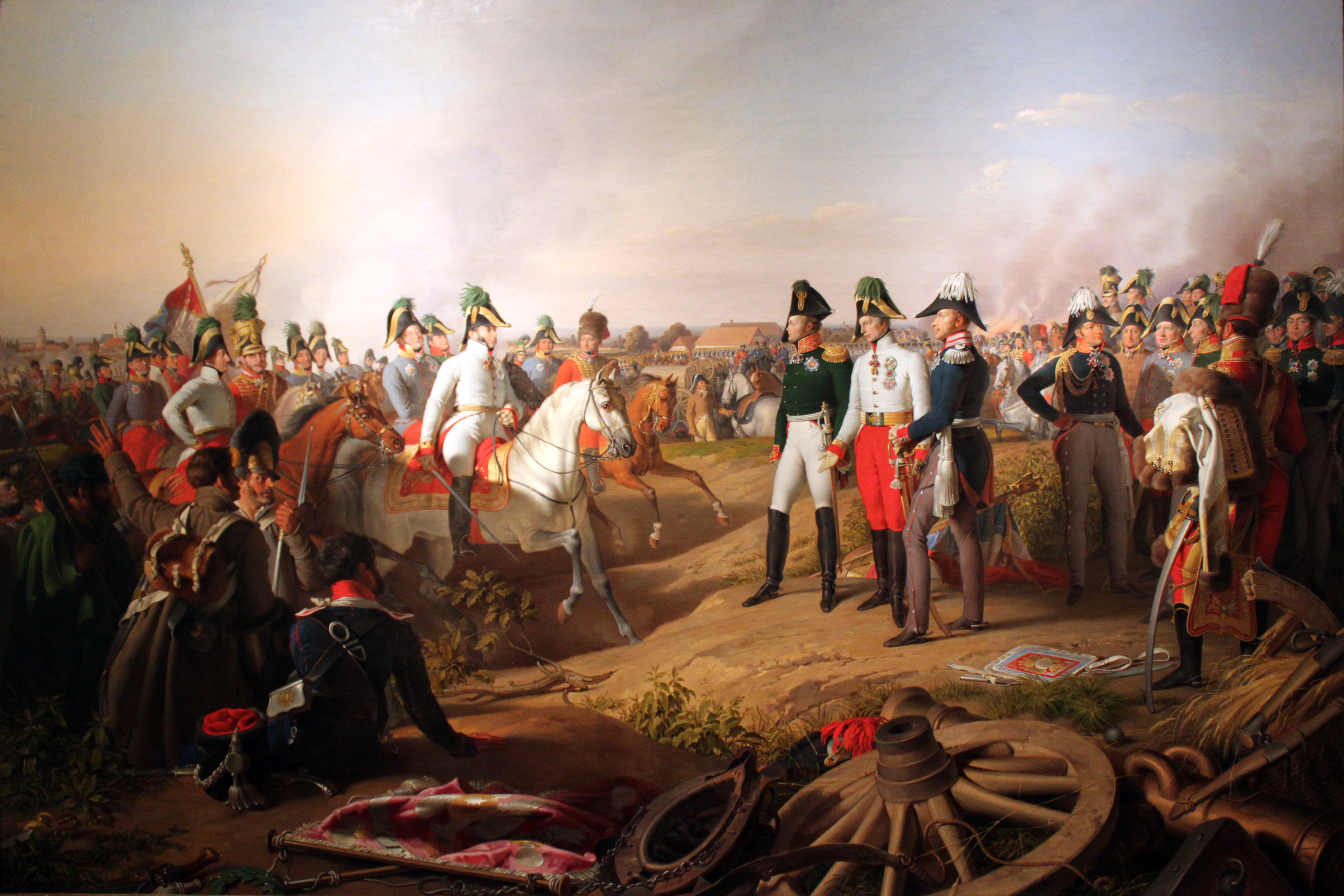
第六次対仏大同盟の君主達、アレクサンドル1世、フランツ2世、ヴィルヘルム3世がライプツィヒの戦いでフランス軍が壊滅したとの知らせを聞いている。

対仏大同盟（たいふつだいどうめい）とは、フランス革命戦争およびナポレオン戦争において、グレートブリテン王国を中心とするヨーロッパ諸国が、フランス第一共和政およびフランス第一帝政の打倒を目的として結成した同盟である。1793年の第一次対仏大同盟から、1815年の第七次対仏大同盟まで、7回にわたって同盟が結成された。一貫してグレートブリテン王国が参加した他は、参加国には入れ替わりがある。相当量の軍資金がイングランド銀行から同盟諸国へ提供されていた。

## 一覧
- 第一次対仏大同盟 （1792年 - 1797年）
- 第二次対仏大同盟 （1798年12月24日 - 1801年）
- 第三次対仏大同盟 （1805年4月11日 - 1806年）
- 第四次対仏大同盟 （1806年10月6日 - 1807年7月7日）
- 第五次対仏大同盟 （1809年4月9日 - 1809年10月14日）
- 第六次対仏大同盟 （1812年 - 1814年）
- 第七次対仏大同盟 （1815年3月25日 - 1815年7月8日）

## 概要

### 語源
対仏大同盟という言葉が初めて使われたのは、1803年の護民院の報告書である。この報告書の名前は”戦争、折衝、条約の結果とそれに続く対仏同盟”である。1793年4月は、デュムーリエ将軍がネールウィンデンの戦いで敗北し、フランスを絶望させた時であった。この時の状況は以下のように述べられている。
1805年1月にザルツベルグ諜報誌は以下のように対仏大同盟に数字を割り振った最初の記述がある。"バイエルンの国家の関心は第三次対仏大同盟にある。"この時第三次対仏大同盟は結成されていたが、戦争はまだ始まっていなかった・オーストリアの新聞は隣国のバイエルン選帝侯領がオーストリア主導の同盟よりもフランス第一帝政の陣営に入りそうな事を議論していた。1805年9月30日にウルム戦役が開始されてから数日が経っていたが、皇帝ナポレオンはストラスブールの軍に以下のように演説している。"兵士たちよ、第三次対仏大同盟との戦いが始まった。"

### 他の用語との比較
この用語はフランス革命戦争とは区別される。フランス革命戦争は1792年から1799年の間のフランス革命期の全ての戦争を含んでおり、一般的にナポレオンが権力を獲得したブリュメール18日のクーデター(1799年11月9日)にフランス革命は終結したと考えられている。第二次対仏大同盟(1798年-1802年)時にはナポレオンは既に権力を掌握しており、第二次対仏大同盟は1801年(リュネヴィルの和約)1802年(アミアンの和約)に終結したため、第二次対仏大同盟の一部の期間はフランス革命戦争に含まれない。
またナポレオン戦争は様々な定義があり、ナポレオンがフランスを統治していた1799年から1815年の期間の全ての戦争を含んでいる場合(第二次対仏大同盟の戦いも含む)もあれば、第三次対仏大同盟までの間は含めない場合もある。後者の場合、歴史家は第二次対仏大同盟はナポレオン自身の戦いではないと見なしている。これは第二次対仏大同盟がフランス革命戦争を単に引き継いだものであるからである。
対仏大同盟は複数の参加国が共同で戦争を行った場合に用いられるため、フランス革命戦争とナポレオン戦争の全ての戦争を網羅しているわけではない。例えばフランスのスイス侵攻(第一次対仏大同盟と第二次対仏大同盟の間の1798年)、ヘルヴェティア共和国の軍事衝突(第二次対仏大同盟と第三次対仏大同盟の間の1802年)、1812年ロシア戦役(第五次対仏大同盟と第六次対仏大同盟の間の1812年)は対仏大同盟ではなく、それぞれの国が単独でフランスに立ち向かった例である。

## 主な参加国
ヨーロッパの主要国はグレートブリテン、ロシア、オーストリア、プロイセンから構成される様々な対仏大同盟を結成したが、イギリス以外は全ての対仏大同盟に参加したわけではなかった。スペイン、ナポリ、ピエモンテ、サルデーニャ、オランダ共和国、オスマン帝国、ポルトガル、スウェーデン、デンマーク・ノルウェー、ドイツ・イタリアの諸国のような小国も時には対仏大同盟に参加した。第一次対仏大同盟から第五次対仏大同盟までは、対仏大同盟の加盟国がフランスに敗北し、対仏大同盟から離脱してフランスの同盟国に成ることもあった。第六次対仏大同盟と第七次対仏大同盟ではナポレオンが敗北した後、同盟は解消され、ウィーン会議で決定された新たな国際秩序が確立された。
| 構成国                                                | 第一次(1792–97) | 第二次(1798–1802) | 第三次(1803–06)    | 第四次(1806–07)    | 第五次(1809) | 第六次(1812–14)    | 第七次(1815) |
| ----------------------------------------------------- | --------------- | ----------------- | ------------------ | ------------------ | ------------ | ------------------ | ------------ |
| グレートブリテン王国 (1801年まで)                     | ○               | ○                 |                    |                    |              |                    |              |
| グレートブリテン及びアイルランド連合王国 (1801年から) |                 | ○                 | ○                  | ○                  | ○            | ○                  | ○            |
| 神聖ローマ帝国 (1806年まで)                           | ○               | ○                 | ○ (1805年12月まで) |                    |              |                    |              |
| オーストリア帝国 (1804年から)                         |                 |                   | ○ (1805年)         |                    | ○            | ○                  | ○            |
| プロイセン王国                                        | ○ (1795年まで)  |                   |                    | ○                  |              | ○                  | ○            |
| サルデーニャ王国                                      | ○ (1796年まで)  |                   |                    |                    |              |                    | ○            |
| ポルトガル王国                                        | ○               | ○ (1801年まで)    |                    |                    | ○            | ○                  | ○            |
| スペイン帝国                                          | ○               |                   |                    |                    | ○            | ○                  | ○            |
| オスマン帝国                                          |                 | ○ (1801年まで)    |                    |                    |              |                    |              |
| ロシア帝国                                            |                 | ○ (1799年まで)    | ○ (1805年)         | ○                  |              | ○                  | ○            |
| トスカーナ大公国(1801年まで/1815年から)               |                 | ○ (1801年まで)    |                    |                    |              |                    | ○            |
| マルタ                                                |                 | ○ (1798年–1800年) |                    |                    |              |                    |              |
| マルタ騎士団                                          |                 | ○ (1798)          |                    |                    |              |                    |              |
| ナポリ王国                                            | ○               | ○ (1801年まで)    | ○ (1805年から)     |                    |              |                    |              |
| シチリア王国                                          |                 |                   | ○ (1806年から)     | ○                  | ○            | ○                  | ○            |
| ネーデルラント連邦共和国 (1795年まで)                 | ○ (1795年まで)  |                   |                    |                    |              |                    |              |
| ネーデルラント連合公国(1813年–15年)                   |                 |                   |                    |                    |              | ○                  |              |
| ネーデルラント連合王国(1815年から)                    |                 |                   |                    |                    |              |                    | ○            |
| スウェーデン                                          |                 |                   | ○ (1805年から)     | ○                  |              | ○                  | ○            |
| スイス                                                |                 |                   |                    |                    |              |                    | ○            |
| 黒い軍勢(1809年結成)                                  |                 |                   |                    |                    | ○            | ○                  | ○            |
| ライン同盟(1806–13)とドイツ連邦(1815–66)の構成国      |                 |                   |                    |                    |              |                    |              |
| バイエルン王国 (1806年から)                           |                 |                   |                    |                    |              | ○ (1813年10月から) | ○            |
| ヴュルテンベルク王国 (1806年から)                     |                 |                   |                    |                    |              | ○ (1813年10月から) |              |
| ナッサウ公国 (1806年から)                             |                 |                   |                    |                    |              |                    | ○            |
| ザクセン王国 (1806年から)                             |                 |                   |                    | ○ (1806年12月まで) |              | ○ (1813年10月から) |              |
| バーデン (1806年から)                                 |                 |                   |                    |                    |              | ○ (1813年10月から) |              |
| ハノーファー王国(1814年から)                          |                 |                   |                    |                    |              |                    | ○            |